# Aragominas
Aragominas är en kommun i Brasilien.   Den ligger i delstaten Tocantins, i den centrala delen av landet, 1 000 km norr om huvudstaden Brasília. Antalet invånare är 5 882.
Omgivningarna runt Aragominas är huvudsakligen savann. Runt Aragominas är det mycket glesbefolkat, med 6 invånare per kvadratkilometer.